# Erfoud
Erfoud (in arabo أرفود‎?; in berbero: ⴰⵔⴼⵓⴷ) è una città del Marocco, nella provincia di Errachidia, nella regione di Drâa-Tafilalet. È trascritta a volte come Arfoud.
Fondata dall'esercito francese nel 1917, possiede lunghi viali bordati da tamerici e da case color ocra. Ogni anno nel mese di ottobre, la città festeggia la fine della raccolta dei datteri. Le danze popolari e i concorsi dei datteri più belli, attirano migliaia di visitatori. 

I dintorni di Erfoud sono ricchi di svariati reperti fossili, tanto da sviluppare delle attività di lavorazione del caratteristico “marmo nero”.
Oggi, Erfoud possiede importanti infrastrutture alberghiere: da qui infatti, partono numerose gite turistiche per visitare le vicine dune dell'Erg Chebbi.
La zona di Erfoud si presta come location per film ambientati nel deserto. Alcuni tra questi: Marrakech Express, La mummia e El Alamein - La linea del fuoco.

## Clima
| ERFOUD             | Mesi | Mesi | Mesi | Mesi | Mesi | Mesi | Mesi | Mesi | Mesi | Mesi | Mesi | Mesi | Stagioni | Stagioni | Stagioni | Stagioni | Anno |
| ERFOUD             | Gen  | Feb  | Mar  | Apr  | Mag  | Giu  | Lug  | Ago  | Set  | Ott  | Nov  | Dic  | Inv      | Pri      | Est      | Aut      | Anno |
| ------------------ | ---- | ---- | ---- | ---- | ---- | ---- | ---- | ---- | ---- | ---- | ---- | ---- | -------- | -------- | -------- | -------- | ---- |
| T. max. media (°C) | 17,2 | 17,7 | 19,1 | 23,2 | 27,8 | 31,3 | 36,3 | 36,6 | 32,3 | 27,3 | 22,7 | 17,5 | 17,5     | 23,4     | 34,7     | 27,4     | 25,8 |
| T. min. media (°C) | 2,7  | 3,9  | 5,6  | 9,5  | 14,6 | 19,2 | 21,3 | 21,7 | 18,5 | 14,6 | 10,8 | 5,6  | 4,1      | 9,9      | 20,7     | 14,6     | 12,3 |